# Sarcophaga yadvashemia
Sarcophaga yadvashemia är en tvåvingeart som beskrevs av Andy Z. Lehrer 1996. Sarcophaga yadvashemia ingår i släktet Sarcophaga och familjen köttflugor. Inga underarter finns listade i Catalogue of Life.